# Јована Штетин Лакић
Јована Штетин Лакић (Панчево, 1987) српска је новинарка и ТВ водитељка.

## Биографија
Јована Штетин Лакић рођена је 1987. године у Панчеву. Дипломирала је на Факултету политичких наука у Београду, смер новинарско-комуниколошки, септембра 2010. године, а одмах потом и уписала мастер на истом факултету, на катедри за Политичку теорију, политичку социологију и институције. За само годину дана, од студенткиње-модератора на сајту b92.net, преко праксе на Радију Б92, постала дописница из Војводине. На телевизију Б92 је дошла у априлу 2010. године и то јој је први „прави” новинарски посао. На телевизију Н1, где и сада ради, прешла је у марту 2014. године. Сарађује и са магазином Пас. Удата је, живи и ради у Београду.